# Пакт про мовчання
«Пакт про мовчання» (ісп. Pacto de silencio) — мексиканський інтернет-серіал 2023 року у жанрі драми, криміналу та трилера та створений компанією Mar Abierto Productions. В головних ролях — Каміла Валеро, Кіка Едґар, Адріана Лув'є, Марімар Веґа, Літці, Хосе Мануель Рінкон, Мартін Барба, Родольфо Салас, Шанталь Андере. Серіал вийшов на Netflix 12 жовтня 2023 року. Серіал має 1 сезон. Завершився 18-м епізодом, який вийшов у ефір 12 жовтня 2023 року.

## Сюжет
Відома інфлюенсерка занурюється в життя чотирьох жінок, сповнена жаги дізнатися правду про своє народження… і помститися.

## Актори та персонажі

### Головні
| Актор            | Роль                                 |
| ---------------- | ------------------------------------ |
| Адріана Лув’є    | Фернанда Аларкон                     |
| Мішель Ольвера   | Фернанда Аларкон у підлітковому віці |
| Марімар Веґа     | Мартіна Роблес                       |
| Валентина Дресер | Мартіна Роблес у підлітковому віці   |
| Літці            | Софія Естрада                        |
| Ізабелла Сьєрра  | Софія Естрада в підлітковому віці    |
| Кіка Едґар       | Ірен Бустаманте                      |
| Наталія Коронадо | Ірен Бустаманте в підлітковому віці  |
| Каміла Валеро    | Бренда Рей                           |
| Таня Ніколь      | Бренда Рей у дитинстві               |

### Повторювані
| Актор               | Роль                               |
| ------------------- | ---------------------------------- |
| Мартін Барба        | Алекс Перальта                     |
| Родольфо Салас      | Омар Сантана                       |
| Хосе Мануель Рінкон | Адріано Карбахал                   |
| Антоніо де ла       | Рікардо Карбахал                   |
| Ерік Чапа           | Родріго Дюран                      |
| Хайме Макео         | Родріго Дурана в підлітковому віці |
| Хуан Пабло Фуентес  | Томас Дуран                        |
| Фара Джустініані    | Саманта Дуран                      |
| Рубен Самора        | Енріке Ернандес                    |
| Хорхе Луїс Морено   | Мануель Торрес                     |
| Рікардо Абарка      | Сезар Еррера                       |
| Алехандра Зайд      | Іцель Чапарро                      |
| Мару Браво          | Кармен                             |
| Габріель Ангуло     | Хуліан                             |
| Мейлен Абоїтіс      | Каміла                             |
| Шанталь Андере      | Рамона Кастро                      |
| Марко Тостадо       | Хорхе                              |
| Софі Гаель          | Глорія                             |
| Даніель Медіна      | Густаво                            |
| Альберто Ломніц     | Хав'єр                             |
| Франсіско Перальта  | Хасінто                            |
| Соня Коу            | Рафаела                            |
| Анжеліка Рогель     | Лурдес                             |
| Ана Абарка          | Ла Шале                            |

## Сезони
| Сезон | Епізоди | Епізоди | Оригінальний показ | Оригінальний показ | Оригінальний показ |
| Сезон | Епізоди | Епізоди | Перший показ       | Останній показ     | Мережа             |
| ----- | ------- | ------- | ------------------ | ------------------ | ------------------ |
| 1     | 18      | 18      | 12 жовтня 2023     | 12 жовтня 2023     | Netflix            |

## Список серій

### Сезон 1 (2023)
| № | #  | Назва                                         | Режисер                                    | Сценарист                                                            | Перший ефір у США |
| --- | -- | --------------------------------------------- | ------------------------------------------ | -------------------------------------------------------------------- | ----------------- |
| 1 | 1  | «Усі або ніхто» «Todas o ninguna»             | Карлос Виллегас Розалес, Мауріціо Корредор | Хосе Вісенте Спарато, Дженніс Перес, Мігель Феррарі, Ютсіль Мартінес | 12 жовтня 2023    |
| Бренда починає втілювати свій грандіозний план помсти з допомогою свого менеджера Алекса. Перша ціль — ключовий свідок із минулого.                                       |    |                                               |                                            |                                                                      |                   |
| 2 | 2  | «Ярмарок» «La feria»                          | Карлос Виллегас Розалес, Мауріціо Корредор | Хосе Вісенте Спарато, Дженніс Перес, Мігель Феррарі, Ютсіль Мартінес | 12 жовтня 2023    |
| Бренда проникає в життя Софії, щоб наблизитися до впливової людини. Розкривається трагедія, яка спіткала одну з жінок.                                                    |    |                                               |                                            |                                                                      |                   |
| 3 | 3  | «Ненависник» «El hater»                       | Карлос Виллегас Розалес, Мауріціо Корредор | Хосе Вісенте Спарато, Дженніс Перес, Мігель Феррарі, Ютсіль Мартінес | 12 жовтня 2023    |
| Бренда рішуче втілює свій план підставити Мартіну. Софія отримує загадковий дзвінок. Начебто невинна ситуація обертається для Бренди катастрофою.                         |    |                                               |                                            |                                                                      |                   |
| 4 | 4  | «Зрадники» «Traiciones»                       | Карлос Виллегас Розалес, Мауріціо Корредор | Хосе Вісенте Спарато, Дженніс Перес, Мігель Феррарі, Ютсіль Мартінес | 12 жовтня 2023    |
| Дехто несподівано піклується про Бренду, яка швидко підкидає докази, що допоможуть зруйнувати шлюб Фернанди. Ірене свариться з Адріано щодо його нових стосунків.         |    |                                               |                                            |                                                                      |                   |
| 5 | 5  | «Переслідування» «Acosada»                    | Карлос Виллегас Розалес, Мауріціо Корредор | Хосе Вісенте Спарато, Дженніс Перес, Мігель Феррарі, Ютсіль Мартінес | 12 жовтня 2023    |
| Бренда під прикриттям приходить до Енріке. Її хитрощі призводять до запального результату, який приголомшує всіх… включно з нею самою.                                    |    |                                               |                                            |                                                                      |                   |
| 6 | 6  | «Перша леді» «Primera Dama»                   | Карлос Виллегас Розалес, Мауріціо Корредор | Хосе Вісенте Спарато, Дженніс Перес, Мігель Феррарі, Ютсіль Мартінес | 12 жовтня 2023    |
| Засідка ледве не завершується трагедією. Бренда не боїться скандалів і зосереджується на новій цілі — Ірене.                                                              |    |                                               |                                            |                                                                      |                   |
| 7 | 7  | «Смертельна ненависть» «Odio mortal»          | Карлос Виллегас Розалес, Мауріціо Корредор | Хосе Вісенте Спарато, Дженніс Перес, Мігель Феррарі, Ютсіль Мартінес | 12 жовтня 2023    |
| Ітцель вирушає на гру в гольф із власною метою. Бренда попереджає Ірене, що позбавитися її буде дуже важко. Разом з Алексом вони роблять похмуре відкриття.               |    |                                               |                                            |                                                                      |                   |
| 8 | 8  | «Брат» «El hermano»                           | Карлос Виллегас Розалес, Мауріціо Корредор | Хосе Вісенте Спарато, Дженніс Перес, Мігель Феррарі, Ютсіль Мартінес | 12 жовтня 2023    |
| Бренда допомагає Сезару дізнатися правду й водночас використовує його заради власних цілей. Мануель ще менше довіряє Софії.                                               |    |                                               |                                            |                                                                      |                   |
| 9 | 9  | «Підлий удар» «Golpe bajo»                    | Карлос Виллегас Розалес, Мауріціо Корредор | Хосе Вісенте Спарато, Дженніс Перес, Мігель Феррарі, Ютсіль Мартінес | 12 жовтня 2023    |
| Свідчення Сезара всіх приголомшують. Не знаючи, ким був її батько, Бренда починає сумніватись у своїх діях. Ітцель зосереджується на слабкостях Фернанди.                 |    |                                               |                                            |                                                                      |                   |
| 10 | 10 | «Правда» «Verdades»                           | Карлос Виллегас Розалес, Мауріціо Корредор | Хосе Вісенте Спарато, Дженніс Перес, Мігель Феррарі, Ютсіль Мартінес | 12 жовтня 2023    |
| Жінки зустрічаються, щоб узгодити стратегію. Томас присягається помститися та розкриває свій задум. Бренда ще більше хоче розплати.                                       |    |                                               |                                            |                                                                      |                   |
| 11 | 11 | «Організатор» «La mente maestra»              | Карлос Виллегас Розалес, Мауріціо Корредор | Хосе Вісенте Спарато, Дженніс Перес, Мігель Феррарі, Ютсіль Мартінес | 12 жовтня 2023    |
| Стає відомо про вплив Рікардо та його моторошні бажання. Коли все починає розвалюватися, Адріано робить Бренді неймовірну пропозицію.                                     |    |                                               |                                            |                                                                      |                   |
| 12 | 12 | «Підступність» «Estocadas»                    | Карлос Виллегас Розалес, Мауріціо Корредор | Хосе Вісенте Спарато, Дженніс Перес, Мігель Феррарі, Ютсіль Мартінес | 12 жовтня 2023    |
| Маленька знахідка призводить до значного одкровення. Сезар хоче піти в поліцію, але Бренда планує дещо набагато зловісніше.                                               |    |                                               |                                            |                                                                      |                   |
| 13 | 13 | «Зізнання» «Confesión»                        | Карлос Виллегас Розалес, Мауріціо Корредор | Хосе Вісенте Спарато, Дженніс Перес, Мігель Феррарі, Ютсіль Мартінес | 12 жовтня 2023    |
| На Сезара нападають. Розкриваються таємниці, які можуть назавжди заплямувати репутацію Софії та зруйнувати її життя. Бренда намагається осмислити приголомшливе зізнання. |    |                                               |                                            |                                                                      |                   |
| 14 | 14 | «Від кохання до ненависті» «Del amor al odio» | Карлос Виллегас Розалес, Мауріціо Корредор | Хосе Вісенте Спарато, Дженніс Перес, Мігель Феррарі, Ютсіль Мартінес | 12 жовтня 2023    |
| Вражена Бренда прохає Сезара триматися якомога далі від Адріано. Їй вдається розділити жінок, перед якими постає дилема.                                                  |    |                                               |                                            |                                                                      |                   |
| 15 | 15 | «Лусія жива» «Lucía vive»                     | Карлос Виллегас Розалес, Мауріціо Корредор | Хосе Вісенте Спарато, Дженніс Перес, Мігель Феррарі, Ютсіль Мартінес | 12 жовтня 2023    |
| Жінки скоюють дещо незаконне, щоб перевірити історію Бренди. З’являється ймовірна мати Бренди.                                                                            |    |                                               |                                            |                                                                      |                   |
| 16 | 16 | «Нова любов» «Un nuevo amor»                  | Карлос Виллегас Розалес, Мауріціо Корредор | Хосе Вісенте Спарато, Дженніс Перес, Мігель Феррарі, Ютсіль Мартінес | 12 жовтня 2023    |
| Зустріч з Енріке вражає Бренду. Сезар проявляє почуття. Лікар розповідає, що насправді сталося з Ітцель.                                                                  |    |                                               |                                            |                                                                      |                   |
| 17 | 17 | «Болісна перемога» «Dolorosa victoria»        | Карлос Виллегас Розалес, Мауріціо Корредор | Хосе Вісенте Спарато, Дженніс Перес, Мігель Феррарі, Ютсіль Мартінес | 12 жовтня 2023    |
| Рікардо опиняється під перехресним вогнем. Бренда не відповідає на дзвінки Алекса. Ірене святкує та навіть гадки не має, яка трагедія розгортається в той самий час.      |    |                                               |                                            |                                                                      |                   |
| 18 | 18 | «Я твоя матір» «Yo soy tu madre»              | Карлос Виллегас Розалес, Мауріціо Корредор | Хосе Вісенте Спарато, Дженніс Перес, Мігель Феррарі, Ютсіль Мартінес | 12 жовтня 2023    |
| Жахливий спогад проливає світло на біль Бренди, яка починає втрачати надію в пошуках. Чи почує вона довгоочікуване зізнання?                                              |    |                                               |                                            |                                                                      |                   |